# Півкопок
Півкопок — срібна монета талерного типу, карбування якої велося за часів правління короля польського і великого князя литовського Сигізмунда II Августа 1564—1565 на монетному дворі в м. Вільно (нині м. Вільнюс). Вартість монети — 30 литовських грошів (1/2 копи литовських грошів; 37 1/2 польських грошів). На аверсі — зображення увінчаної короною королівської монограми «SA» (лат. Sigismundus Augustus), під якою позначення вартості — цифра ХХХ. На реверсі — увінчаний великокнязівською шапкою гербовий щит із гербами Польщі, Литви, роду Сфорца, Жемайтії, Київської та Волинської земель. Карбувалися також монети вартістю 1/4 копи — 15 литовських грошів. Маса литовського півкопка — 27,86 г (20,03 г чистого срібла).